# Superliga 2019-2020 (pallavolo femminile, Serbia)
La Superliga 2019-2020 si è svolta dal 4 ottobre 2019 al 15 marzo 2020: al torneo hanno partecipato 10 squadre di club serbe femminili e la vittoria finale è andata per la prima volta al TENT.

## Regolamento

### Formula
Le squadre hanno disputato un girone all'italiana, con gare di andata e ritorno, per un totale di diciotto giornate; al termine della regular season:
- Le prime sei classificate hanno avuto accesso alla Mini Liga 1º-6º posto, un secondo girone all'italiana con gare di andata e ritorno per un totale di dieci giornate; i punti ottenuti nel corso della stagione regolare contribuiscono alla classifica finale delle formazioni impegnate. Al termine della Mini Liga le formazioni avrebbero avuto accesso ai play-off scudetto, strutturati in quarti di finale (a cui non avrebbero partecipato le prime due classificate, già qualificate alle semifinali), semifinali e finale, con i primi due turni giocati al meglio di due vittorie su tre gare e l’ultimo giocato al meglio di tre vittorie su cinque gare ed incroci basati sul piazzamento in Mini Liga.
- Le ultime quattro classificate hanno avuto accesso alla Mini Liga 7º-10º posto, un torneo con regole analoghe a quelle della Mini Liga 1º-6º posto. Al termine di questa fase:
  - L'ultima classificata sarebbe retrocessa in Prva Liga 2020-21.
  - La penultima classificata si sarebbe qualificata ai play-out promozione-retrocessione contro la seconda classificata della Prva Liga, strutturati in una finale giocata al meglio di due vittorie su tre gare: la vincente dello spareggio avrebbe ottenuto il diritto a partecipare alla Superliga 2020-21 mentre la perdente sarebbe stata relegata in Prva Liga[2].

A seguito del diffondersi della pandemia di COVID-19 in Serbia, il campionato è stato sospeso il 16 marzo 2020: il 29 aprile 2020 la OSS ha decretato la chiusura anticipata del campionato con assegnazione della vittoria del campionato e definizione della retrocessione alle squadre rispettivamente in testa alla Mini Liga 1º-6º posto e in ultima posizione nella Mini Liga 7º-10º posto al momento dell'interruzione del torneo.

### Criteri di classifica
Se il risultato finale è stato di 3-0 o 3-1 sono stati assegnati 3 punti alla squadra vincente e 0 a quella sconfitta, se il risultato finale è stato di 3-2 sono stati assegnati 2 punti alla squadra vincente e 1 a quella sconfitta.
L'ordine del posizionamento in classifica è stato definito in base a:
- Numero di partite vinte;
- Punti;
- Ratio dei set vinti/persi;
- Ratio dei punti realizzati/subiti[2].

## Squadre partecipanti
Alla Superliga 2019-2020 hanno partecipato dieci squadre: dalla Prva Liga 2018-19 è stato promosso il Beograd, prima classificata, mentre il play-out promozione-retrocessione ha visto la vittoria dell'Ub, penultima classificata in Superliga 2018-19, contro lo SREM, seconda classificata in Prva Liga.
| Club                   | Stagione | Città               | Impianto                        | Stagione precedente                                                                              |
| ---------------------- | -------- | ------------------- | ------------------------------- | ------------------------------------------------------------------------------------------------ |
| Beograd                | dettagli | Belgrado            | Osnovna škola Ujedinjene nacije | 1ª in Prva Liga                                                                                  |
| Jedinstvo Stara Pazova | dettagli | Stara Pazova        | Hala Sportova u Staroj Pazovi   | 2ª in regular season; 1ª in Mini Liga 1º-6º posto; finale play-off scudetto                      |
| Klek Srbijašume        | dettagli | Klek, Zrenjanin     | Dvorana Miloš Grbić             | 8ª in regular season; 8ª in Mini Liga 7º-10º posto                                               |
| Partizan               | dettagli | Belgrado            | Sportski centar Master          | 7ª in regular season; 7ª in Mini Liga 7º-10º posto                                               |
| Spartak Subotica       | dettagli | Subotica            | Hala Sportova Dudova Šuma       | 6ª in regular season; 6ª in Mini Liga 1º-6º posto                                                |
| Stella Rossa           | dettagli | Belgrado            | Ustanova Sportski Voždovac      | 1ª in regular season; 2ª in Mini Liga 1º-6º posto; semifinali play-off scudetto                  |
| TENT                   | dettagli | Obrenovac, Belgrado | Sportsko-kulturni centar        | 5ª in regular season; 5ª in Mini Liga 1º-6º posto                                                |
| Ub                     | dettagli | Ub                  | Sportska hala Ub                | 9ª in regular season; 9ª in Mini Liga 7º-10º posto; vincitrice play-out promozione-retrocessione |
| Vizura                 | dettagli | Belgrado            | Sportski centar Vizura          | 3ª in regular season; 4ª in Mini Liga 1º-6º posto; semifinali play-off scudetto                  |
| Železničar Lajkovac    | dettagli | Lajkovac            | Lajkovac Hala Sportova          | 4ª in regular season; 3ª in Mini Liga 1º-6º posto; campione di Serbia                            |

## Torneo

### Regular season

#### Risultati
| Prima giornata |                                  |     |                                   |
|                |                                  |     |                                   |
| 05-10          | Klek Srbijašume - TENT           | 1-3 | 25-19, 16-25, 15-25, 9-25         |
| 05-10          | Vizura - Železničar Lajkovac     | 3-2 | 25-18, 25-23, 18-25, 22-25, 16-14 |
| 04-10          | Spartak Subotica - Stella Rossa  | 3-2 | 10-25, 25-19, 23-25, 25-23, 15-8  |
| 05-10          | Ub - Partizan                    | 3-1 | 25-19, 25-19, 12-25, 25-18        |
| 05-10          | Jedinstvo Stara Pazova - Beograd | 3-0 | 25-16, 25-7, 25-18                |

| Seconda giornata |                                        |     |                                   |
|                  |                                        |     |                                   |
| 10-10            | TENT - Beograd                         | 3-0 | 25-18, 25-16, 25-20               |
| 11-10            | Partizan - Jedinstvo Stara Pazova      | 2-3 | 25-20, 19-25, 20-25, 28-26, 11-15 |
| 12-10            | Stella Rossa - Ub                      | 3-2 | 23-25, 25-19, 25-18, 24-26, 15-7  |
| 12-10            | Železničar Lajkovac - Spartak Subotica | 3-0 | 25-16, 25-22, 25-14               |
| 11-10            | Klek Srbijašume - Vizura               | 3-0 | 25-21, 25-22, 25-23               |

| Terza giornata |                                       |     |                                   |
|                |                                       |     |                                   |
| 19-10          | Vizura - TENT                         | 2-3 | 25-23, 25-20, 18-25, 22-25, 13-15 |
| 18-10          | Spartak Subotica - Klek Srbijašume    | 1-3 | 18-25, 23-25, 25-19, 12-25        |
| 19-10          | Ub - Železničar Lajkovac              | 0-3 | 17-25, 23-25, 20-25               |
| 19-10          | Jedinstvo Stara Pazova - Stella Rossa | 3-2 | 21-25, 25-17, 25-18, 23-25, 15-10 |
| 19-10          | Beograd - Partizan                    | 3-2 | 25-21, 25-21, 9-25, 12-25, 16-14  |

| Quarta giornata |                                       |     |                            |
|                 |                                       |     |                            |
| 26-10           | TENT - Partizan                       | 3-0 | 25-17, 27-25, 25-13        |
| 25-10           | Stella Rossa - Beograd                | 3-0 | 25-13, 25-11, 25-17        |
| 26-10           | Železničar Lajkovac - J. Stara Pazova | 1-3 | 31-29, 20-25, 20-25, 21-25 |
| 26-10           | Klek Srbijašume - Ub                  | 0-3 | 17-25, 16-25, 16-25        |
| 26-10           | Vizura - Spartak Subotica             | 3-1 | 25-14, 25-15, 16-25, 25-10 |

| Quinta giornata |                                          |     |                                  |
|                 |                                          |     |                                  |
| 31-10           | Spartak Subotica - TENT                  | 0-3 | 14-25, 11-25, 18-25              |
| 02-11           | Ub - Vizura                              | 3-0 | 25-23, 25-13, 25-16              |
| 02-11           | Jedinstvo Stara Pazova - Klek Srbijašume | 3-0 | 25-19, 25-23, 25-14              |
| 02-11           | Beograd - Železničar Lajkovac            | 2-3 | 19-25, 25-20, 16-25, 25-21, 7-15 |
| 01-11           | Partizan - Stella Rossa                  | 0-3 | 16-25, 10-25, 19-25              |

| Sesta giornata |                                 |     |                            |
|                |                                 |     |                            |
| 09-11          | TENT - Stella Rossa             | 3-1 | 25-21, 25-19, 23-25, 25-20 |
| 09-11          | Železničar Lajkovac - Partizan  | 3-1 | 25-21, 27-25, 21-25, 27-25 |
| 08-11          | Klek Srbijašume - Beograd       | 0-3 | 19-25, 28-30, 18-25        |
| 07-11          | Vizura - Jedinstvo Stara Pazova | 0-3 | 19-25, 24-26, 16-25        |
| 08-11          | Spartak Subotica - Ub           | 1-3 | 15-25, 23-25, 25-17, 16-25 |

| Settima giornata |                                      |     |                                   |
|                  |                                      |     |                                   |
| 15-11            | Ub - TENT                            | 3-0 | 25-23, 25-22, 25-23               |
| 16-11            | Jedinstvo Stara Pazova - S. Subotica | 3-0 | 25-11, 25-20, 25-18               |
| 16-11            | Beograd - Vizura                     | 0-3 | 18-25, 18-25, 22-25               |
| 15-11            | Partizan - Klek Srbijašume           | 1-3 | 24-26, 22-25, 25-21, 23-25        |
| 15-11            | Stella Rossa - Železničar Lajkovac   | 3-2 | 20-25, 25-21, 19-25, 25-14, 15-11 |

| Ottava giornata |                                |     |                            |
|                 |                                |     |                            |
| 23-11           | TENT - Železničar Lajkovac     | 3-0 | 25-23, 25-17, 25-19        |
| 23-11           | Klek Srbijašume - Stella Rossa | 1-3 | 16-25, 11-25, 25-18, 13-25 |
| 23-11           | Vizura - Partizan              | 3-1 | 25-20, 24-26, 26-24, 25-18 |
| 22-11           | Spartak Subotica - Beograd     | 3-1 | 25-20, 25-20, 16-25, 25-19 |
| 23-11           | Ub - Jedinstvo Stara Pazova    | 1-3 | 27-25, 21-25, 18-25, 14-25 |

| Nona giornata |                                       |     |                                   |
|               |                                       |     |                                   |
| 11-12         | Jedinstvo Stara Pazova - TENT         | 0-3 | 25-27, 22-25, 24-26               |
| 30-11         | Beograd - Ub                          | 2-3 | 16-25, 21-25, 25-16, 25-22, 8-15  |
| 11-12         | Partizan - Spartak Subotica           | 3-2 | 25-23, 20-25, 18-25, 25-14, 15-12 |
| 29-11         | Stella Rossa - Vizura                 | 3-1 | 35-33, 23-25, 25-13, 25-11        |
| 30-11         | Železničar Lajkovac - Klek Srbijašume | 3-0 | 28-26, 25-15, 25-22               |

| Decima giornata |                                  |     |                                   |
|                 |                                  |     |                                   |
| 07-12           | TENT - Klek Srbijašume           | 3-0 | 25-18, 25-14, 25-22               |
| 07-12           | Železničar Lajkovac - Vizura     | 2-3 | 25-20, 24-26, 17-25, 25-21, 14-16 |
| 06-12           | Stella Rossa - Spartak Subotica  | 3-0 | 25-17, 25-23, 25-8                |
| 07-12           | Partizan - Ub                    | 1-3 | 13-25, 25-21, 23-25, 20-25        |
| 07-12           | Beograd - Jedinstvo Stara Pazova | 1-3 | 20-25, 18-25, 25-20, 20-25        |

| Undicesima giornata |                                        |     |                            |
|                     |                                        |     |                            |
| 14-12               | Beograd - TENT                         | 0-3 | 18-25, 18-25, 17-25        |
| 14-12               | Jedinstvo Stara Pazova - Partizan      | 3-0 | 25-16, 25-13, 25-17        |
| 14-12               | Ub - Stella Rossa                      | 1-3 | 22-25, 24-26, 25-17, 14-25 |
| 13-12               | Spartak Subotica - Železničar Lajkovac | 0-3 | 21-25, 18-25, 16-25        |
| 14-12               | Vizura - Klek Srbijašume               | 3-1 | 25-27, 25-16, 25-17, 25-11 |

| Dodicesima giornata |                                       |     |                                   |
|                     |                                       |     |                                   |
| 21-12               | TENT - Vizura                         | 3-1 | 17-25, 25-20, 25-21, 25-17        |
| 21-12               | Klek Srbijašume - Spartak Subotica    | 2-3 | 27-25, 22-25, 23-25, 25-16, 13-15 |
| 15-01               | Železničar Lajkovac - Ub              | 1-3 | 25-10, 13-25, 20-25, 14-25        |
| 22-12               | Stella Rossa - Jedinstvo Stara Pazova | 3-2 | 23-25, 18-25, 25-18, 25-13, 15-7  |
| 21-12               | Partizan - Beograd                    | 3-0 | 25-14, 25-19, 25-18               |

| Tredicesima giornata |                                      |     |                                   |
|                      |                                      |     |                                   |
| 28-12                | Partizan - TENT                      | 0-3 | 28-30, 22-25, 23-25               |
| 26-12                | Beograd - Stella Rossa               | 0-3 | 20-25, 18-25, 15-25               |
| 26-12                | Jedinstvo Stara Pazova - Ž. Lajkovac | 2-3 | 25-12, 16-25, 23-25, 25-17, 12-15 |
| 27-12                | Ub - Klek Srbijašume                 | 3-0 | 25-17, 25-16, 28-26               |
| 27-12                | Spartak Subotica - Vizura            | 3-2 | 25-21, 25-21, 16-25, 18-25, 15-8  |

| Quattordicesima giornata |                                          |     |                            |
|                          |                                          |     |                            |
| 18-01                    | TENT - Spartak Subotica                  | 3-0 | 25-8, 25-21, 25-20         |
| 19-01                    | Vizura - Ub                              | 1-3 | 20-25, 21-25, 25-22, 17-25 |
| 18-01                    | Klek Srbijašume - Jedinstvo Stara Pazova | 3-1 | 25-14, 25-18, 22-25, 25-15 |
| 18-01                    | Železničar Lajkovac - Beograd            | 3-0 | 25-13, 25-21, 25-20        |
| 17-01                    | Stella Rossa - Partizan                  | 3-1 | 25-23, 25-27, 26-24, 25-23 |

| Quindicesima giornata |                                 |     |                                   |
|                       |                                 |     |                                   |
| 24-01                 | Stella Rossa - TENT             | 2-3 | 24-26, 12-25, 25-13, 25-22, 12-15 |
| 25-01                 | Partizan - Železničar Lajkovac  | 1-3 | 21-25, 25-20, 22-25, 14-25        |
| 25-01                 | Beograd - Klek Srbijašume       | 1-3 | 25-23, 21-25, 22-25, 14-25        |
| 23-01                 | Jedinstvo Stara Pazova - Vizura | 3-2 | 25-17, 21-25, 22-25, 26-24, 15-9  |
| 25-01                 | Ub - Spartak Subotica           | 3-0 | 25-21, 25-11, 25-17               |

| Sedicesima giornata |                                    |     |                                   |
|                     |                                    |     |                                   |
| 01-02               | TENT - Ub                          | 1-3 | 19-25, 16-25, 25-15, 17-25        |
| 31-01               | Spartak Subotica - J. Stara Pazova | 0-3 | 15-25, 19-25, 18-25               |
| 01-02               | Vizura - Beograd                   | 3-0 | 25-20, 25-21, 25-21               |
| 31-01               | Klek Srbijašume - Partizan         | 3-2 | 21-25, 25-11, 20-25, 25-21, 15-13 |
| 01-02               | Železničar Lajkovac - Stella Rossa | 3-2 | 18-25, 25-21, 21-25, 25-23, 15-12 |

| Diciassettesima giornata |                                |     |                                   |
|                          |                                |     |                                   |
| 08-02                    | Železničar Lajkovac - TENT     | 1-3 | 15-25, 21-25, 26-24, 19-25        |
| 07-02                    | Stella Rossa - Klek Srbijašume | 3-1 | 22-25, 26-24, 25-22, 25-21        |
| 08-02                    | Partizan - Vizura              | 3-2 | 25-14, 26-24, 17-25, 24-26, 15-9  |
| 08-02                    | Beograd - Spartak Subotica     | 3-0 | 25-22, 25-22, 29-27               |
| 08-02                    | Jedinstvo Stara Pazova - Ub    | 3-2 | 25-22, 18-25, 14-25, 25-16, 15-13 |

| Diciottesima giornata |                                       |     |                                   |
|                       |                                       |     |                                   |
| 15-02                 | TENT - Jedinstvo Stara Pazova         | 0-3 | 21-25, 22-25, 22-25               |
| 14-02                 | Ub - Beograd                          | 3-0 | 25-19, 25-11, 25-10               |
| 14-02                 | Spartak Subotica - Partizan           | 0-3 | 10-25, 14-25, 21-25               |
| 15-02                 | Vizura - Stella Rossa                 | 3-1 | 25-14, 18-25, 25-18, 25-18        |
| 14-02                 | Klek Srbijašume - Železničar Lajkovac | 2-3 | 18-25, 25-20, 22-25, 25-19, 11-15 |

#### Classifica
| Pos. | Squadra                | Pt | G  | V  | P  | SV | SP | Ratio | PF    | PS    | Ratio |
| ---- | ---------------------- | -- | -- | -- | -- | -- | -- | ----- | ----- | ----- | ----- |
| 1.   | TENT                   | 43 | 18 | 15 | 3  | 46 | 17 | 2,706 | 1 487 | 1 266 | 1,175 |
| 2.   | Jedinstvo Stara Pazova | 40 | 18 | 14 | 4  | 47 | 23 | 2,043 | 1 583 | 1 397 | 1,133 |
| 3.   | Ub                     | 40 | 18 | 13 | 5  | 45 | 23 | 1,957 | 1 524 | 1 362 | 1,119 |
| 4.   | Stella Rossa           | 37 | 18 | 12 | 6  | 46 | 29 | 1,586 | 1 674 | 1 490 | 1,123 |
| 5.   | Železničar Lajkovac    | 32 | 18 | 11 | 7  | 42 | 31 | 1,355 | 1 591 | 1 543 | 1,031 |
| 6.   | Vizura                 | 26 | 18 | 8  | 10 | 35 | 38 | 0,921 | 1 574 | 1 574 | 1,000 |
| 7.   | Klek Srbijašume        | 19 | 18 | 6  | 12 | 26 | 42 | 0,619 | 1 417 | 1 543 | 0,918 |
| 8.   | Partizan               | 13 | 18 | 4  | 14 | 25 | 46 | 0,543 | 1 502 | 1 580 | 0,951 |
| 9.   | Spartak Subotica       | 10 | 18 | 4  | 14 | 17 | 49 | 0,347 | 1 227 | 1 528 | 0,803 |
| 10.  | Beograd                | 10 | 18 | 3  | 15 | 16 | 47 | 0,340 | 1 189 | 1 485 | 0,801 |

      Qualificata alla Mini Liga 1º-6º posto.
      Qualificata alla Mini Liga 7º-10º posto.

### Mini Liga 1º-6º posto

#### Risultati
| Prima giornata |                                      |     |                            |
|                |                                      |     |                            |
| 22-02          | TENT - Vizura                        | 3-1 | 26-24, 25-20, 21-25, 25-18 |
| 20-02          | Jedinstvo Stara Pazova - Ž. Lajkovac | 3-0 | 25-21, 28-26, 25-21        |
| 21-02          | Ub - Stella Rossa                    | 3-1 | 25-17, 25-20, 21-25, 26-24 |

| Seconda giornata |                               |     |                                   |
|                  |                               |     |                                   |
| 26-02            | Vizura - Stella Rossa         | 3-1 | 25-22, 25-15, 23-25, 25-22        |
| 26-02            | Železničar Lajkovac - Ub      | 2-3 | 23-25, 25-20, 25-21, 17-25, 11-15 |
| 26-02            | TENT - Jedinstvo Stara Pazova | 3-2 | 26-24, 25-23, 24-26, 17-25, 15-10 |

| Terza giornata |                                    |     |                            |
|                |                                    |     |                            |
| 05-03          | Jedinstvo Stara Pazova - Vizura    | 3-0 | 25-20, 25-11, 25-22        |
| 05-03          | Ub - TENT                          | 3-1 | 25-22, 25-16, 18-25, 25-20 |
| 03-03          | Stella Rossa - Železničar Lajkovac | 3-1 | 16-25, 25-16, 25-22, 25-21 |

| Quarta giornata |                              |     |                                   |
|                 |                              |     |                                   |
| 08-03           | Vizura - Železničar Lajkovac | 0-3 | 21-25, 15-25, 22-25               |
| 08-03           | TENT - Stella Rossa          | 3-0 | 26-24, 25-11, 25-20               |
| 08-03           | Jedinstvo Stara Pazova - Ub  | 2-3 | 25-11, 23-25, 23-25, 25-17, 19-21 |

| Quinta giornata |                                       |     |                            |
|                 |                                       |     |                            |
| 14-03           | Ub - Vizura                           | 0-3 | 14-25, 18-25, 20-25        |
| 13-03           | Stella Rossa - Jedinstvo Stara Pazova | 1-3 | 25-23, 12-25, 17-25, 21-25 |
| 15-03           | Železničar Lajkovac - TENT            | 0-3 | 21-25, 17-25, 23-25        |

| Sesta giornata |                                       |   |           |
|                |                                       |   |           |
| 18-03          | Vizura - TENT                         | - | annullata |
| 18-03          | Železničar Lajkovac - J. Stara Pazova | - | annullata |
| 18-03          | Stella Rossa - Ub                     | - | annullata |

| Settima giornata |                               |   |           |
|                  |                               |   |           |
| 20-03            | Stella Rossa - Vizura         | - | annullata |
| 20-03            | Ub - Železničar Lajkovac      | - | annullata |
| 20-03            | Jedinstvo Stara Pazova - TENT | - | annullata |

| Ottava giornata |                                    |   |           |
|                 |                                    |   |           |
| 24-03           | Vizura - Jedinstvo Stara Pazova    | - | annullata |
| 24-03           | TENT - Ub                          | - | annullata |
| 24-03           | Železničar Lajkovac - Stella Rossa | - | annullata |

| Nona giornata |                              |   |           |
|               |                              |   |           |
| 27-03         | Železničar Lajkovac - Vizura | - | annullata |
| 27-03         | Stella Rossa - TENT          | - | annullata |
| 27-03         | Ub - Jedinstvo Stara Pazova  | - | annullata |

| Decima giornata |                                       |   |           |
|                 |                                       |   |           |
| 13-03           | Vizura - Ub                           | - | annullata |
| 13-03           | Jedinstvo Stara Pazova - Stella Rossa | - | annullata |
| 13-03           | TENT - Železničar Lajkovac            | - | annullata |

#### Classifica
| Pos. | Squadra                | Pt | G  | V  | P  | SV | SP | Ratio | PF    | PS    | Ratio |
| ---- | ---------------------- | -- | -- | -- | -- | -- | -- | ----- | ----- | ----- | ----- |
| 1.   | TENT                   | 54 | 23 | 19 | 4  | 59 | 23 | 2,565 | 1 925 | 1 670 | 1,153 |
| 2.   | Jedinstvo Stara Pazova | 51 | 23 | 17 | 6  | 60 | 30 | 2,000 | 2 057 | 1 799 | 1,143 |
| 3.   | Ub                     | 50 | 23 | 17 | 6  | 57 | 32 | 1,781 | 1 971 | 1 822 | 1,082 |
| 4.   | Stella Rossa           | 40 | 23 | 13 | 10 | 52 | 42 | 1,238 | 2 065 | 1 943 | 1,063 |
| 5.   | Železničar Lajkovac    | 36 | 23 | 12 | 11 | 48 | 43 | 1,116 | 1 980 | 1 951 | 1,015 |
| 6.   | Vizura                 | 32 | 23 | 10 | 13 | 42 | 48 | 0,875 | 1 945 | 1 957 | 0,994 |

      Campione di Serbia.

### Mini Liga 7º-10º posto

#### Risultati
| Prima giornata |                             |     |                                   |
|                |                             |     |                                   |
| 21-02          | Klek Srbijašume - Beograd   | 2-3 | 20-25, 25-16, 19-25, 25-18, 13-15 |
| 22-02          | Partizan - Spartak Subotica | 3-0 | 25-23, 25-17, 25-20               |

| Seconda giornata |                            |     |                            |
|                  |                            |     |                            |
| 25-02            | Beograd - Spartak Subotica | 3-0 | 27-25, 25-18, 25-18        |
| 26-02            | Klek Srbijašume - Partizan | 3-1 | 18-25, 25-21, 25-23, 25-23 |

| Terza giornata |                                    |     |                                   |
|                |                                    |     |                                   |
| 06-03          | Partizan - Beograd                 | 3-2 | 25-20, 20-25, 23-25, 25-14, 15-5  |
| 06-03          | Spartak Subotica - Klek Srbijašume | 2-3 | 19-25, 25-23, 11-25, 25-16, 12-15 |

| Quarta giornata |                             |     |                            |
|                 |                             |     |                            |
| 14-03           | Beograd - Klek Srbijašume   | 1-3 | 25-21, 22-25, 27-29, 16-25 |
| 13-03           | Spartak Subotica - Partizan | 1-3 | 23-25, 18-25, 25-20, 25-27 |

| Quinta giornata |                            |   |           |
|                 |                            |   |           |
| 20-03           | Spartak Subotica - Beograd | - | annullata |
| 20-03           | Partizan - Klek Srbijašume | - | annullata |

| Sesta giornata |                                    |   |           |
|                |                                    |   |           |
| 27-03          | Beograd - Partizan                 | - | annullata |
| 27-03          | Klek Srbijašume - Spartak Subotica | - | annullata |

#### Classifica
| Pos. | Squadra          | Pt | G  | V | P  | SV | SP | Ratio | PF    | PS    | Ratio |
| ---- | ---------------- | -- | -- | - | -- | -- | -- | ----- | ----- | ----- | ----- |
| 7.   | Klek Srbijašume  | 28 | 22 | 9 | 13 | 37 | 49 | 0,755 | 1 816 | 1 916 | 0,948 |
| 8.   | Partizan         | 21 | 22 | 7 | 15 | 35 | 52 | 0,673 | 1 874 | 1 913 | 0,980 |
| 9.   | Beograd          | 16 | 22 | 5 | 17 | 25 | 55 | 0,455 | 1 544 | 1 856 | 0,832 |
| 10.  | Spartak Subotica | 11 | 22 | 4 | 18 | 20 | 61 | 0,328 | 1 531 | 1 881 | 0,814 |

      Retrocessa in Prva Liga.

## Classifica finale[4]
| Pos | Squadra                | Qualificazione    |
| --- | ---------------------- | ----------------- |
|     | TENT                   |                   |
| 2   | Jedinstvo Stara Pazova |                   |
| 3   | Ub                     |                   |
| 4   | Stella Rossa           |                   |
| 5   | Železničar Lajkovac    |                   |
| 6   | Vizura                 |                   |
| 7   | Klek Srbijašume        |                   |
| 8   | Partizan               |                   |
| 9   | Beograd                |                   |
| 10  | Spartak Subotica       | Prva Liga 2020-21 |

## Statistiche
| Rendimento individuale | Rendimento individuale | Rendimento individuale | Rendimento individuale |
| Pos.                   | Nome                   | Punti                  | Squadra                |
| ---------------------- | ---------------------- | ---------------------- | ---------------------- |
| 1                      | Natasa Savović         | 401                    | Klek Srbijašume        |
| 2                      | Jelena Lazić           | 400                    | TENT                   |
| 3                      | Jovana Mirosavljević   | 324                    | Jedinstvo Stara Pazova |
| 4                      | Sara Pavlović          | 314                    | Vizura                 |
| 5                      | Jelena Vulin           | 305                    | Ub                     |
| 6                      | Andrijana Šejat        | 298                    | Partizan               |
| 7                      | Dušanka Karić          | 275                    | Ub                     |
| 8                      | Milica Milunović       | 266                    | Stella Rossa           |
| 9                      | Katarina Gajević       | 262                    | Vizura                 |
| 10                     | Nikolina Lukić         | 259                    | Železničar Lajkovac    |

| Attacchi vincenti | Attacchi vincenti    | Attacchi vincenti | Attacchi vincenti      |
| Pos.              | Nome                 | Punti             | Squadra                |
| ----------------- | -------------------- | ----------------- | ---------------------- |
| 1                 | Natasa Savović       | 357               | Klek Srbijašume        |
| 2                 | Jelena Lazić         | 344               | TENT                   |
| 3                 | Sara Pavlović        | 267               | Vizura                 |
| 4                 | Andrijana Šejat      | 257               | Partizan               |
| 5                 | Jovana Mirosavljević | 249               | Jedinstvo Stara Pazova |
| 6                 | Milica Milunović     | 237               | Stella Rossa           |
| 7                 | Jelena Vulin         | 235               | Ub                     |
| 8                 | Nikolina Lukić       | 227               | Železničar Lajkovac    |
| 9                 | Katarina Gajević     | 225               | Vizura                 |
| 10                | Dušanka Karić        | 224               | Ub                     |

| Muri vincenti | Muri vincenti       | Muri vincenti | Muri vincenti          |
| Pos.          | Nome                | Punti         | Squadra                |
| ------------- | ------------------- | ------------- | ---------------------- |
| 1             | Jovana Kocić        | 83            | Vizura                 |
| 2             | Božica Marković     | 70            | Stella Rossa           |
| 3             | Isidora Berbatović  | 65            | Beograd                |
| 4             | Aleksandra Gligorić | 64            | Ub                     |
| 5             | Katarina Čanak      | 63            | Železničar Lajkovac    |
| 5             | Milana Marić        | 63            | Spartak Subotica       |
| 7             | Milena Koprivica    | 62            | Jedinstvo Stara Pazova |
| 8             | Ana Drobnjak        | 59            | Partizan               |
| 8             | Anica Kutlesić      | 59            | Ub                     |
| 10            | Hena Kurtagić       | 57            | TENT                   |

| Battute vincenti | Battute vincenti      | Battute vincenti | Battute vincenti       |
| Pos.             | Nome                  | Punti            | Squadra                |
| ---------------- | --------------------- | ---------------- | ---------------------- |
| 1                | Milica Živanović      | 52               | Spartak Subotica       |
| 2                | Jovana Mirosavljević  | 47               | Jedinstvo Stara Pazova |
| 3                | Marija Miljević       | 44               | Klek Srbijašume        |
| 4                | Jelena Lazić          | 37               | TENT                   |
| 5                | Emilija Antanasijević | 36               | Jedinstvo Stara Pazova |
| 6                | Saška Đurović         | 34               | TENT                   |
| 7                | Veronika Đokić        | 33               | Jedinstvo Stara Pazova |
| 8                | Ana Jeković           | 32               | Stella Rossa           |
| 9                | Ana-Marija Jonjev     | 31               | Partizan               |
| 10               | Milana Marić          | 30               | Spartak Subotica       |
| 10               | Natasa Savović        | 30               | Klek Srbijašume        |